# Día de los Padres

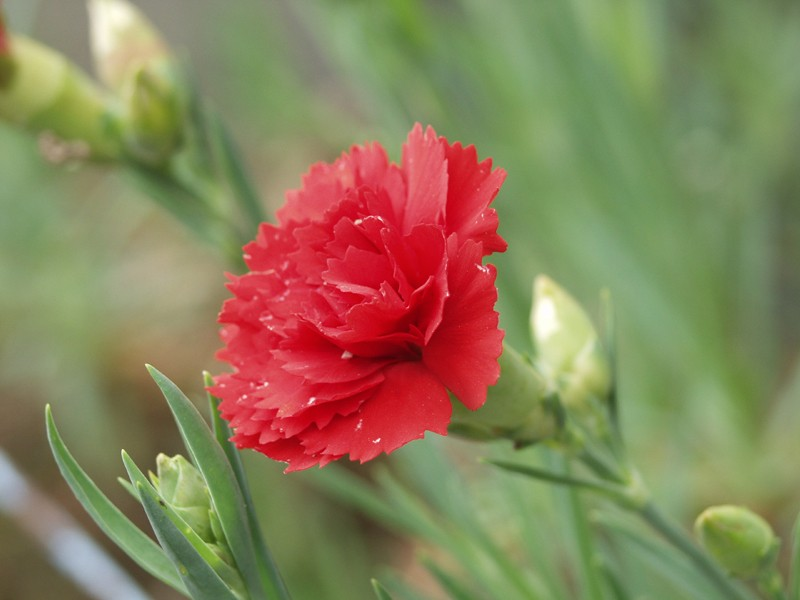
Muestra la naturaleza pura del amor de un padre y se refleja en la belleza de su interior

El Día de los Padres es una celebración para ambos progenitores y puede verse como una combinación del Día de la Madre y el Día del Padre.
El 1 de junio ha sido declarado por la Organización de las Naciones Unidas como el Día Mundial de las Madres y los Padres para reconocer la labor de los padres en la educación de sus hijos.
En Corea se celebra el 8 de mayo y es costumbre regalar claveles. Inicialmente se celebraba únicamente el Día de la Madre, pero posteriormente se cambió para celebrar a ambos padres.
En los Estados Unidos se celebra el cuarto domingo de julio. El Día del Padre se celebra el tercer domingo de junio y el Día de la Madre se celebra el segundo domingo de mayo.
En Vietnam se celebra el 7 de julio.
En Chile se celebra el 14 de julio.[cita requerida]